# Emilio Estefan
Emilio Estefan, Jr. (Havanna, Kuba, 1953. március 4.) libanoni származású kubai-amerikai zenész és producer. A Miami Sound Machine együttes tagjaként vált ismertté, napjainkban számos híres énekes producereként tevékenykedik. A szintén kubai származású latin popénekesnő, Gloria Estefan férje.

## Karrierje
Estefan 1968-ban az USA-ba költözött, ahol tizenöt családtagjával lakott együtt és azzal keresett pénzt, hogy a szomszédok különféle teendőit intézte. Ezután helyi szépségversenyeken kezdett dolgozni, és a Bacardinál postásként. Később a  cég latin-amerikai marketingosztályára került.
Fő szenvedélye mindig a zene volt. Megalapította a Miami Latin Boys nevű együttest, ami sikert aratott, Miamiban több rendezvényre is mehvíták őket játszani. 1975-ben egy ilyen rendezvényen talált egymásra Estefan és Gloria Fajardo, későbbi (férjezett) nevén Gloria Estefan. Gloria csatlakozott az együtteshez, amelynek az új neve Miami Sound Machine lett.
Az 1980-as évek elején a csapat, melynek Cristina Saralegui későbbi férje, Marcos Ávila is tagja volt, nagy sikert aratott külföldön is, a Get on Your Feet és a Conga című dalok több országban a slágerlista első helyére kerültek. A csapat azután lett sikeres, hogy Emilio exkluzív szerződést írt alá a CBS Recordsszal.
1989-től Gloria Estefan szólóénekesként énekel, bár a folyton változó tagösszetételű Miami Sound Machine még mindig az együttese. Estefan innentől a producerségre koncentrál. Gloria sikere Emilio Estefant népszerű producerré tette a spanyol nyelvű énekesek körében. Olyan híres énekesek producere lett, mint Thalía, Shakira és Ricky Martin. Az 1980-as évek végére Estefanéknak már villájuk volt Miami egyik luxusnegyedében, Emilio Estefannak pedig saját stúdiója lett a városban, a Crescent Moon Studios.
2002-től Estefan az évenkénti Latin Grammy Awards díjkiosztó producere. Kenny Ortegával együtt a producerei a 2003 októberében indult Sirens of TI tévésorozat zenéjének.
2005. augusztus 24-én Estefan és P. Diddy rapper bejelentették, hogy megalapítják a Bad Boy Latino lemezcéget, a spanyol nyelvű rappereknek.
2006. március 13-án a HarperCollins Publishers kiadócég bejelentette, hogy kiadja Estefan emlékiratait Think Big!: If You Can Dream It, You Can Do It („Tervezz nagy dolgokat! Ha meg tudod álmodni, valóra is tudod váltani”) címmel.
2008-ban újra Thalíával dolgozott az énekesnő Lunada című albumán

## Magánélet
Estefan és Gloria Fajardo kapcsolata 1976-ban kezdődött. 1978. szeptember 2-án házasodtak össze, amelyből két gyermekük született: Nayib (1980. szeptember 2.) és Emily Marie (1994. december 5.). Miami közelében, Star Islanden élnek.

## Fordítás
- Ez a szócikk részben vagy egészben az Emilio Estefan című angol Wikipédia-szócikk fordításán alapul.  Az eredeti cikk szerkesztőit annak laptörténete sorolja fel. Ez a jelzés csupán a megfogalmazás eredetét és a szerzői jogokat jelzi, nem szolgál a cikkben szereplő információk forrásmegjelöléseként.
- Ez a szócikk részben vagy egészben az Emilio Estefan című spanyol Wikipédia-szócikk fordításán alapul.  Az eredeti cikk szerkesztőit annak laptörténete sorolja fel. Ez a jelzés csupán a megfogalmazás eredetét és a szerzői jogokat jelzi, nem szolgál a cikkben szereplő információk forrásmegjelöléseként.